# Sergio Rigoni
Sergio Rigoni (* 27. April 1986 in Asiago) ist ein ehemaliger italienischer Skilangläufer.

## Werdegang
Rigoni nahm im Dezember 2005 in Toblach erstmals im Skilanglauf-Alpencup teil und kam dabei auf den 78. Platz über 15 km Freistil und auf den 74. Rang über 10 km klassisch. Bei den Nordischen Junioren-Skiweltmeisterschaften 2006 in Kranj belegte er den 57. Platz über 10 km klassisch und den 31. Rang im Skiathlon. In der Saison 2008/09 errang er im Alpencup fünf Top-Zehn-Platzierungen und erreichte damit den achten Platz in der Gesamtwertung. Im Februar 2009 debütierte er in Valdidentro im Skilanglauf-Weltcup und belegte dort den 66. Platz im Sprint und den 65. Rang über 15 km klassisch. Sein bestes Ergebnis im Weltcupeinzel erreichte er im Februar 2014 in Toblach mit dem 50. Platz im Sprint. In der Saison 2016/17 kam er im Alpencup neunmal unter die ersten Zehn. Dabei erreichte er in Zwiesel mit Platz zwei über 15 km Freistil und Platz eins im Sprint seine ersten Podestplatzierungen im Alpencup. Beim Saisonhöhepunkt den nordischen Skiweltmeisterschaften 2017 in Lahti errang er den 46. Platz im 50-km-Massenstartrennen und den 45. Platz im Skiathlon. Die Saison beendete er auf dem zweiten Platz in der Gesamtwertung des Alpencups. Im folgenden Jahr errang er beim Alpencup in Campra den dritten Platz im Sprint und den ersten Platz im Skiathlon und belegte bei den Olympischen Winterspielen in Pyeongchang den 72. Platz über 15 km Freistil und den 48. Rang im Skiathlon.

## Siege bei Continental-Cup-Rennen
| Nr. | Datum            | Ort     | Disziplin        | Serie    |
| --- | ---------------- | ------- | ---------------- | -------- |
| 1.  | 17. Februar 2017 | Zwiesel | Sprint klassisch | Alpencup |
| 2.  | 7. Januar 2018   | Campra  | 20 km Skiathlon  | Alpencup |